# Hulk Hogan
Terrence Gene Bollea (11. srpna 1953 Augusta – 24. července 2025 Clearwater), známější pod pseudonymem Hulk Hogan, byl americký herec a profesionální wrestler. Wrestlingu se aktivně věnoval v letech 1977 až 2000 a byl považován za jednu z největších postav tohoto populárního sportu.

## Dětství
Narodil se 11. srpna 1953 v Augustě v Georgii, ale vyrůstal v Tampě na Floridě. Jako kluk byl Hogan nadhazovač v Little League baseball. Často byl terčem posměšků kvůli své váze, ve 12 letech vážil zhruba 88 kilogramů. Profesionální dění začal sledovat až v 16 letech. Na střední škole obdivoval Dusty Rhodes a začal pravidelně navštěvovat zápasy v Tampa Sportatorium.
Bollea navštěvoval University of South Florida (kterou však nedokončil). Trávil mnoho času v místní posilovně, kde potkal pro wrestlera Mika Grahama (syna legendárního wrestlera a prezidenta Národní Wrestlingové Aliance Eddieho Grahama). Jeho fyzická kondice zaujala také Jacka Briscoa a jeho bratra Geralda. Společně jej přesvědčili, aby zkusil wrestling. Jelikož byl fanoušek wrestlingu už od mala, souhlasil. V roce 1976 Mike Graham ho představil Hiro Matsudaovi, který byl obklopen těmi nejlepšími trenéry. Během první sezóny trénování se jej Matsuda sarkasticky zeptal, „Takže ty chceš být wrestler?“ a úmyslně, k získání většího respektu, mu zlomil nohu.

## Kariéra
Během roku jej Matsuda připravil k debutu, ve kterém mu Eddie Graham domluvil protivníka Briana Blaira a místo konání Fort Myers na Floridě na 10. srpna 1977. Krátce poté si Terry oblékl masku a vzal na sebe roli Super Ničitele, v angličtině „The Super Destroyer“. Byla to postava hraná nejprve Donem Jardinem a později několika jinými wrestlery.
O několik měsíců později se připojil k Louie Tillet v alabamské oblasti, kde vytvořil tým s Edem Lesliem (později znám pod pseudonymem Brutus Beefcake) jako Terry a Ed Boulder. Během této doby vystoupil v talk show Lou Ferrigna, hvězdy televizního seriálu The Incredible Hulk. Moderátor v pořadu okomentoval Terryho, který váží 137 kg a měl 52cm biceps, jako „the Hulk“; a díky tomu Bollea začal vystupovat jako Terry „the Hulk“ Boulder; a občas také jako „Sterling Golden“.
Své zápasnické jméno Hulk, jakož i všechny jeho deriváty (Hulkamania, Hulk Hogan, Hulkster) smí používat na základě dohody s komiksovým vydavatelstvím Marvel Comics, které na ně vlastní autorská práva, protože vydává stejnojmenný komiks.
V červnu 1979 vyhrál svůj první wrestlingový titul v National Wrestling Alliance a v prosinci 1979 přešel k World Wrestling Federation, jehož ředitelem byl v té době Vince McMahon Sr. V této organizaci získal svůj jeden z nejcennějších titulů – World Heavyweight Championship.
V letech 1980 až 1983 působil v New Japan pro Wrestling v Japonsku, kde mu fanoušci přezdívali Ichiban. Dále v letech 1983 až 1993 působil v WWE a v roce 2005 byl uveden do síně slávy. Po nějaké době odešel z WWE do důchodu; později se přidal k Total Nonstop Action Wrestling. Jeho kontrakt mu vypršel v říjnu roku 2013.
Po odchodu z TNA se nakrátko vrátil do WWE. Po jeho skandálu, kdy byl obviněn z rasismu, se stáhl z veřejnosti. Po několika letech začal znovu vystupovat na veřejnosti. V červenci roku 2018 byl znovu uveden do síně slávy WWE, poté co byl kvůli skandálům odebrán. Ve společnosti několikrát vystoupil na různých segmentech. Jeho poslední vystoupení proběhlo v lednu 2025.

### Wrestlingové chvaty
- Leg drop
- Right punch
- Left punch
- Hurricane right punch
- Shoulder splash to corner
- Clothesline
- Headlock followed by running shoulder tackle

### Zakončovací chvaty
- Atomic leg drop
- Under blast

## Tituly
- IWGP Heavyweight Championship (original version) (1x)
- IWGP League Tournament 1983
- MSG Tag League Tournament (1982, 1983)
- NWA Southeastern Heavyweight Championship (Northern Division) (1x)
- NWA Southeastern Heavyweight Championship (Southern Division) (2x)
- WCW World Heavyweight Championship (6x)
- WWE Tag Team Championship (1x)
- WWF/E (Undisputed) World Heavyweight Championship (6x)
- Royal Rumble (1990, 1991)
- WWE Hall of Fame (2005, 2020)

## Filmografie (výběr)
- Rocky III (1982)
- Gremlins 2 (1990)
- Agent WC 40 (1996)
- Gnomeo & Julie (2011)

## Další aktivity
- Byl také dobrý kytarista a strávil 10 let hraním na basovou kytaru v několika rockových skupinách na Floridě, včetně Ruckus a Infinity's End. Mnoho wrestlerů, kteří v té době vystupovali na Floridě, navštěvovali bary, kde vystupoval.
- Od konce 70. let 20. století hrál zhruba ve čtyřech desítkách filmů, televizních filmů nebo seriálů, ať už archetypy zápasníků, nebo sám sebe, nebo hrdiny v rolích, které mu byly ušity na míru. Hlavní roli ztvárnil v seriálu Blesk v ráji (1994).
- Stal se hvězdou americké televizní stanice VH1, kde účinkoval v letech 2005–2007 ve své reality show Hogan má pravdu.
- V amerických prezidentských volbách v roce 2024 byl skalním podporovatelem Donalda Trumpa a aktivně jej podporoval i během jeho volební kampaně.[8]

## Osobní život
S bývalou ženou Lindou měl dvě děti, Brooke (* 1988) a Nicka (* 1990). S Lindou se rozvedl v roce 2007. Později byl ve vztahu s Jennifer McDaniel, kterou si v prosinci 2010 vzal. Rozvedli se v únoru 2022. V září roku 2023 se oženil s instruktorkou jógy Sky Daily.

## Smrt
Hulk Hogan zemřel ve svém domě v Clearwateru dne 24. července 2025 ve věku 71 let. Oficiální příčinou smrti byl akutní infarkt myokardu. Jeho lékařské záznamy později odhalily, že bojoval s chronickou lymfocytární leukémií a fibrilací síní. Shodou okolností zemřel dva měsíce po zpěvákovi Ricku Derringerovi, který mu zpíval dlouholetou znělku WWF/WWE „Real American“.